# Mal, Mauritania
Mal este o comună din departamentul Aleg, Regiunea Brakna, Mauritania, cu o populație de 20.488 locuitori.